# MBC 5시 뉴스와 경제 포항
《5시 뉴스와 경제 포항》은 포항MBC TV에서 매주 평일 오후 5시에 방송 중인 경북 지역 저녁 경제 종합 뉴스 프로그램이다.

## 개요
5시 포항 뉴스와 경제로 읽는다.

## 앵커
| 대수 | 진행자          | 진행 기간                          | 비고  |
| ---- | --------------- | ---------------------------------- | ----- |
| 1대  | 장혜린 아나운서 | 일자 미상 ~ 2023년 3월 12일        |       |
| 임시 | 전세용 아나운서 | 2023년 3월 13일 ~ 2023년 3월 23일  |       |
| 2대  | 강민경 아나운서 | 2023년 3월 24일 ~ 2023년 11월 19일 |       |
| 3대  | 한주희 아나운서 | 2023년 11월 20일 ~ 2024년 8월 31일 | [ 1 ] |
| 임시 | 전세용 아나운서 | 2024년 9월 1일                     |       |
| 4대  | 신윤아 아나운서 | 2024년 9월 2일 ~ 현재              | [ 2 ] |

## 경쟁 프로그램
- KBS 뉴스 7 대구·경북 (KBS 대구 1TV)
- TBC 대경뉴스광장 (TBC TV)